# Incendies dans le Bronx
Les années 1970 voient de nombreux grands incendies dans le Bronx à partir de 1972. D'abord attribuées à des ententes entre habitants et propriétaires cherchant à toucher une assurance incendie, ils sont réinterprétés avec le temps et attribués à des politiques locales défaillantes et à la négligence des propriétaires fonciers.

## Contexte historique
Après la Seconde Guerre mondiale, le Bronx, un des cinq arrondissements de la ville de New York, change rapidement de démographie : historiquement constitué de personnes irlandaises, juives et italiennes, il voit l'arrivée de nombreuses personnes afro-américaines et portoricaines. Malgré la ségrégation, le quartier est particulièrement bien intégré pour les critères de l'époque. Les politiques locales ne jouent cependant pas en leur faveur : les politiques de logement fédérales sont faibles, la désindustrialisation détruit de nombreux emplois, et une crise financière se déclenche.
Dans les années 1960, les personnes blanches et plus généralement tous les habitants de classe moyenne quittent le quartier, n'y laissant que les personnes qui n'ont pas les moyens d'aller ailleurs. Dans les années 1970, le Bronx est un quartier extrêmement pauvre avec un très fort taux de chômage. L'infrastructure locale est en très mauvais état et de nombreux bâtiments sont abandonnés.

## Causes de la crise

### Fermeture de casernes de pompiers
En 1971, le maire de New York John Lindsay demande au chef des pompiers John O'Hagan de limiter son budget de plusieurs millions de dollars afin de pallier le déficit de la ville. Le duo fait appel à la RAND Corporation, qui crée des modèles informatiques identifiant 13 casernes de pompiers à fermer pour réduire le budget. Ces 13 casernes incluent certaines des casernes les plus actives du Bronx. Le modèle informatique est peu fiable : il ne prend par exemple pas en compte la présence de la Harlem River sur le chemin entre Harlem et le Bronx dans sa décision de déléguer certains lieux aux casernes de Harlem. En plus de la fermeture des casernes, le budget alloué aux pompiers les force à utiliser des équipements très usés et peu efficaces dans les autres établissements.
D'après certaines personnalités politiques, le choix des casernes est essentiellement motivé par la pauvreté des quartiers touchés, dont les résidents n'ont pas de pouvoir électoral ou de possibilité de s'exprimer dans les médias. D'autres commentateurs supposent qu'il s'agit seulement d'une confiance aveugle portée aux modèles informatiques de l'époque malgré leurs faiblesses. Après les premières fermetures, le rapport de la RAND propose de fermer des casernes dans des quartiers plus aisés, où vivent certaines personnalités politiques qui font immédiatement annuler le projet. Une pétition d'un syndicat de pompiers est également ignorée.
Finalement, six casernes du sud du Bronx sont fermées ; cinq autres ouvrent en parallèle dans le nord du Bronx, à la population plus blanche et plus aisée.

### Réglementation sur les logements
La réglementation locale n'impose aucun critère de qualité des logements, permettant aux propriétaires appelés slumlords, équivalent des marchands de sommeil, de laisser les logements se délabrer sans investir dans la rénovation ou la remise à des quelconques normes.
Les feux sont souvent causés par des cigarettes mal éteintes, des radiateurs d'appoint, et des courts-circuits électriques dus à des câbles endommagés.

### Redlining
Le redlining est mis en place dans les années 1930, alors que le quartier est encore majoritairement italien, irlandais et juif. Il a peu de conséquences dans un premier temps, mais empêche l'attribution de ressources publiques quand le white flight commence, aggravant le phénomène de paupérisation du quartier. Dans le cadre du redlining, tout quartier dont la proportion de personnes noires et portoricaines n'est pas négligeable est considéré comme un quartier à risque : il n'est pas éligible pour des crédits immobiliers, des assurances habitation ou des assurances incendie. Les investisseurs fuient donc le quartier, rendant encore plus difficile l'entretien des bâtiments déjà vieux,. De nombreux propriétaires vendent les immeubles à des spéculateurs.

### Renouvellement urbain
Le renouvellement urbain est une autre tactique encouragée par les pouvoirs publics : la destruction des quartiers insalubres de Manhattan dans l'objectif de les remplacer par des logements plus modernes et plus chers et par des infrastructures commerciales et administratives. Plus de 100 000 immeubles sont démolis : les habitants blancs reçoivent des prêts et des allocations les aidant à devenir propriétaires ailleurs, tandis que les Noirs et les Portoricains ne sont que rarement éligibles pour des prêts et doivent emménager dans des logements plus petits dans le sud du Bronx.
Les marchands de sommeil poussent les spéculateurs à acheter leurs bâtiments et divisent les appartements existants pour créer plus d'unités de logement, augmentant la densité de population dans des petites pièces. De nombreuses personnes souffrant de mal-logement se tournent vers la drogue, le suicide ou le gain d'argent par le crime organisé.

### Autres facteurs
La ville n'enquête jamais sur les incendies volontaires ou sur les défauts de paiement de taxe foncière. Cela signifie que si un bâtiment est incendié, son propriétaire touche l'assurance incendie sans enquête sur l'origine du feu ni obligation d'utiliser l'argent de l'assurance pour créer de nouveaux logements,. De même, les personnes victimes d'un incendie de leur logement touchent des allocations supplémentaires sans contrôle.

## Incendies
Les premiers incendies se déclenchent en 1968, mais la véritable vague d'incendies dans le quartier commence en 1972. Les feux, connus comme ceux du sud du Bronx, touchent également Brownsville, Bushwick, Bedford-Stuyvesant, Harlem et le Lower East Side.
Les propriétaires locaux ne s'occupent pas des immeubles qu'ils possèdent, n'y étant pas encouragés par les lois locales. De nombreux feux se déclenchent, soit par volonté criminelle, soit à cause des installations électriques précaires : il s'agit souvent de cigarettes mal éteintes, de radiateurs d'appoint, et de courts-circuits électriques dus à des câbles endommagés. En l'absence de casernes de pompiers à proximité, même les plus petits feux se propagent rapidement. Ainsi, les feux sont souvent causés, activement ou passivement, par les propriétaires locaux, mais ils ne sont possibles qu'à cause des politiques locales défaillantes. Certains propriétaires paient des jeunes du quartier pour qu'ils lancent eux-mêmes l'incendie, alimentant le discours officiel sur la délinquance des jeunes habitants du Bronx. D'autres bâtiments brûlent alors qu'ils ne sont pas assurés, soutenant la thèse de la négligence.
On estime qu'en raison du nombre élevé de feux, moins de la moitié d'entre eux ont été correctement rapportés aux autorités. Des habitants du quartier proches de la police affirment que les incendies sont causés par les propriétaires, mais que les autorités locales refusent de mener l'enquête pour confirmer ou dédire cette affirmation.
Au cours de la décennie, une vingtaine d'associations locales naissent pour reconstruire le Bronx, notamment la Banana Kelly Improvement Association. Ces associations font l'acquisition de ruines ou de logements insalubres et les rénovent entièrement pour en devenir bailleurs associatifs.
En 1977, la première vidéo en direct du Bronx en flammes passe à la télévision pendant un match de baseball. Une légende urbaine veut que le commentateur Howard Cosell ait dit « the Bronx is burning », le Bronx brûle - cette citation devient célèbre, mais n'a jamais été prononcée par Cosell.
Après sept ans d'incendies, le procureur du Bronx dénonce un problème systémique et les pouvoirs publics commencent à identifier le problème de fond. Le procureur écrit au gouvernement fédéral afin d'obtenir de l'aide pour combattre les feux ; le gouvernement lui répond que l'affaire ne relève pas de sa juridiction. Jimmy Carter visite le sud du Bronx et annonce un plan de 55,6 millions de dollars pour rénover le quartier entier, mais le plan ne voit pas le jour et l'élection de Ronald Reagan marque la fin de cette politique. Reagan estime que toute aide financière allouée au sud du Bronx est un gâchis de ressources pour d'autres quartiers considérés comme plus prometteurs. En 1982, sous la pression d'associations d'habitants, une équipe d'enquête sur les incendies volontaires est mise en place et le rythme des incendies baisse immédiatement. En 1986, Ed Koch lance un plan de 4,4 milliards de dollars pour rénover 100 000 logements.

## Conséquences

### Urbanisme
Presque 80% des bâtiments résidentiels du sud du Bronx sont détruits pendant la décennie, menant au déplacement d'environ 250 000 personnes,. Sur 289 lieux du Bureau du recensement des États-Unis, sept perdent plus de 97% de leurs bâtiments et 44 perdent plus de la moitié de leurs bâtiments. 10 millions de dollars sont distribués en assurance. Au cours de la décennie, le taux de mortalité dû aux incendies est le double de celui des années 1960.
Dans les années 2010, presque toutes les casernes ont été remises en service.

### Postérité à court terme
Le discours public accuse les habitants du Bronx, estimant que des membres de gangs et autres criminels allument volontairement des incendies. Or, moins de 7% des incendies des années 1970 ont une source criminelle avérée. Les jeunes Noirs et Portoricains sont particulièrement ciblés par cette couverture médiatique et ce discours politique.
Le film Le Policeman, sorti en 1981, reprend cette idée ; des habitants du Bronx doivent menacer de porter plainte contre les producteurs pour le traitement raciste des Noirs et des Portoricains dans le scénario pour que les producteurs acceptent de le modifier.
L'affaire de David Berkowitz est bloquée par les feux, un incendie le poussant à déménager et faisant perdre sa trace à la police jusqu'à ses meurtres suivants.

### Postérité après les années 1980
Au XXIe siècle, plusieurs initiatives sont mises en place pour innocenter les habitants du Bronx et montrer que les incendies ont été causés par un mélange entre l'irresponsabilité des propriétaires fonciers et le délabrement des politiques locales.